# Ferdinand (Indiana)
Ferdinand é uma cidade  localizada no estado americano de Indiana, no Condado de Dubois.

## Demografia
Segundo o censo americano de 2000, a sua população era de 2277 habitantes.
Em 2006, foi estimada uma população de 2313, um aumento de 36 (1.6%).

## Geografia
De acordo com o United States Census Bureau tem uma área de
5,8 km², dos quais 5,8 km² cobertos por terra e 0,0 km² cobertos por água.

## Localidades na vizinhança
O diagrama seguinte representa as localidades num raio de 20 km ao redor de Ferdinand.